# هوية (فلسفة)

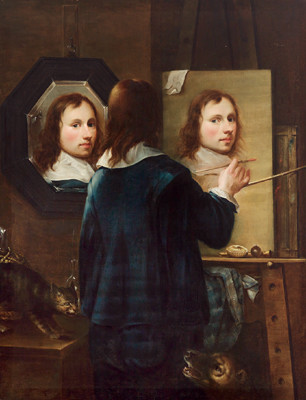

في الفلسفة، الهُوية (identity)، من اللاتينية:(identitas), وتعني "التشابه" هي مجموع الصفات و المقومات الجوهرية التي تجعل الشخص هو هو مطابق لذاته و متميز عن غيره بغض النظر عن كل التغيرات التي يمكن أن تلحق هذا الأخير.
المفهوم الفلسفي للهُوية متميز عن المفهوم الأكثر شهرة للهُوية المستخدم في علم النفس والعلوم الإجتماعية. حيث يتعلق المفهوم الفلسفي بالعلاقة، على وجه التحديد العلاقة بين س وص، إذا وفقط إذا كانا نفس الشيء، أو مطابقين لبعضهما (بمعنى آخر إذا وفقط إذا كان ص=س).
المفهوم الإجتماعي للهُوية، بالتباين، يجب أن يكون له علاقة بمفهوم أو تصوّر الذات والتمثيل الإجتماعي للشخص. وبشكل أكثر عموماً. جوانب الأشخاص التي تجعلهم فريدين، أو مختلفين نوعيّاً عن الآخرين (مثل الهُوية الثقافية، الهُوية الوطنية، الهُوية عبر الإنترنت، الهُوية الجنسية، وعملية تكوين الهُوية).

## ميتافيزيقيا الهُوية
ميتافيزيقيي وفلاسفة العقل واللغة يسألون أسئلة أخرى
• ماذا يعني أن يكون الشيء نَفْسَ نَفْسِهِ؟
•إذا كان س وص متطابقان (نفس الشيء)، هل يجب أن يكونا متطابقين دوماً؟ هل هما بالضرورة متطابقان؟
•ماذا يعني أن يكون الشيء طبق نفسه، إذا تغير بمرور الوقت؟ (هل التفاحة^، هي نفسها التفاحة^^)
• إذا كانت أجزاء الشيء قد تم استبدالها بالكامل بمرور الوقت، كمثال، سفينة ثيسوس، فبأي طريقة هي نفسها؟
ينشأ قانون الهوية من الظلم الكلاسيكي. إن الصيغة الحديثة للهوية هي التي وضعها جوتفريد لايبنيز، الذي اعتبر أن س هي نفس ص إذا وفقط إذا كان كل سند صحيح في س هو صحيح في ص كذلك.
وترسّخت أفكار لايبنيز في فلسفة الرياضيات، حيث أثروا على تطوير حساب التفاضل والتكامل، كقانون لايبنيز.
وتميّز الرياضيات أحياناً الهُوية من المساواة، أكثر دنيويةً، الهوية في الرياضيات قد تكون معادلة ثحيحة لجميع قيم المتغيرات.
ناقش هيغل أن الأشياء متناقضة بطبيعتها وأنّ فكرة كَون الشيء متطابقاً مع ذاته تكون منطقية فقط إذا لم تكن أيضاً، غير متطابقة أو مختلفة عن نفسها، ولم تكن تدل أيضاً على الأخير. وفي كلمات هيغل، «الهُوية هي هُوية الهوية واللا هوية».
ولقد ناقش علماء الميتافيزيقيا حديثاً الهُوية عبر العالم - فكرة أنه يمكن أن يكون هناك نفس الشيء في عوالم محتملة مختلفة-
علاقة النظير (النسخة المُطابقة) في نظرية النظير كبديل عن الهوية عبر العالم هي علاقة التشابه التي ترفض الأفراد العابرين للعالم وبدلاً من ذلك تُدافع عن نظير الكائنات -الكائن الأكثر مماثلةً-.
نفى بعض الفلاسفة وجود علاقة ك «الهوية». هكذا كتب لودفيغ فيتجنشتاين (المسالك 103505): «الهوية ليست علاقة بين الأشياء الواضحة»، وفي 5.5303، هو وضّح: «متحدّثاً بقسوة: أن تقول أنّ شيئان متطابقان هو غير منطقي، وأن تقول أنّ شيئاً واحداً هو متطابق مع نفسه هو أن تقول لاشيء».
بيرتراند راسل كان قد أعرَب في وقت سابق عن قلقٍ يبدو أنه يدعم وجهة نظر فيتجينشتاين (مبادئ الرياضيات § 64): «[الهُوية، قد يُلحّ معترض، على أن لا تكون الهوية أي شيء على الإطلاق: من الواضح أن المصطلحين ليسا متطابقين ومصطلح واحد لا يمكن أن يكون، لما هو متطابق معه؟». وحتى قبل راسل، غوتلوب فريج، في بداية «في المشهد والمرجع» يعبّر عن قلق فيما يتعلق بالهوية كعلاقة: «تؤدي المساواة إلى طرح أسئلة صعبة ليس من السهل تماماً الإجابة عليها، هل هي علاقة؟».
مؤخراً، C.J.F. Williams  اقترحت أن يتم النظر للهُوية كعلاقة من الدرجة الثانية، أكثر من مجرد علاقة بين الأشياء.
و يُلِحّ كاي ويمير  على أن مناشدة العلاقة الثنائية التي يحملها كل كائن لنفسه، وليس للآخرين. أمر مشكوك فيه من الناحية الميتافيزيقية.

## صياغات الهُوية
تعطي مصطلحات النوع أو الفرز معياراً للهُوية واللاهوية بين العناصر من نوعها.